# Datljeva polstenka
Datljeva polstenka (znanstveno ime Xerocomus ferrugineus) je gliva iz rodu polstenk (Xerocomus).
Datljeva polstenka ali datljev goban (znanstveno ime Xerocomus ferrugineus, prej Boletus ferrugineus) je užitna goba iz rodu polstenk.

## Značilnosti
Klobuk je širok od 5 do 12 cm in je običajno temno rjave barve z rdečkastimi odtenki, lahko pa tudi je tudi rumenkasto okraste do svetlo in temno rjave ali opečnate barve, pogosto z olivno zelenimi odtenki. Barva običajno spominja na barvo dozorelih datljev, po čemer je vrsta dobila ime. Žametast klobuk je sprva polkroglast, pozneje pa postane izbočen do sploščen.
Trosovnica je luknjičasta, cevke na spodnji strani klobuka pa so bledo rumene do rumene barve. S starostjo postanejo olivno zelene, v primeru poškodbe lahko pomodrijo, kar pa ni pa nujno.
Bet je dolg od 5 do 10 cm in je pogosto prekrit s pikčasto mrežico. Oblika beta je valjasta ali vretenasta, proti bazi je koničast. Barva variira od bledo ali intenzivno rumene do rjave ali rjaste barve. Pri dnu je bet običajno rahlo rožnate barve. Zgornji del beta ima vidno rjavo mrežico. 
Meso je rahlo kiselkastega okusa, rumenkaste ali belkaste barve. Na poškodovanih mestih ne spremeni barve. Posebnega vonja nima.

## Razširjenost in življenjski prostor
Datljeva polstenka raste predvsem v iglastih in mešanih gozdovih od julija do oktobra. Običajno je mikorizna goba s smreko, lahko pa tudi z bukvijo, brezo ali pritlikavo vrbo. 

## Mikroskopske značilnosti
Trosni odtis je olivno rjave barve. Trosi so vretenaste oblike in merijo 10–16,5 x 4–6 μm.

## Podobne vrste
- navadna polstenka (Xerocomus subtomentosus)

## Uporabnost
Užitna.